# Clavus hewittae
Clavus hewittae é uma espécie de gastrópode do gênero Clavus, pertencente a família Drilliidae.